# Lycodonomorphus subtaeniatus
Lycodonomorphus subtaeniatus är en ormart som beskrevs av Laurent 1954. Lycodonomorphus subtaeniatus ingår i släktet Lycodonomorphus och familjen snokar. Inga underarter finns listade i Catalogue of Life.
Denna orm förekommer i sydöstra Kongo-Brazzaville, södra Kongo-Kinshasa och norra Angola. Arten lever i låglandet och i kulliga områden upp till 700 meter över havet. Den vistas i fuktiga skogar ofta nära träskmarker. Honor lägger ägg.
För beståndet är inga hot kända. Hela populationen anses vara stabil. IUCN kategoriserar arten globalt som livskraftig.